# Episodi di Magic Knight Rayearth

Logo occidentale della serie

Lista degli episodi di Magic Knight Rayearth, anime di due stagioni tratto dall'omonimo manga delle CLAMP, trasmesso in Giappone su Yomiuri TV dal 17 ottobre 1994 al 27 novembre 1995. In Italia è stato trasmesso, con il titolo Una porta socchiusa ai confini del sole, su Italia 1 dal 3 luglio al 28 agosto 1997; un secondo adattamento per il mercato home video è stato supervisionato dalla Yamato Video, pubblicato in 13 VHS a partire dal 1998 in edizione integrale e titolo originale. L'OAV intitolato Rayearth, distribuito in Giappone tra il 25 luglio e il 10 dicembre 1997, è stato trasmesso su Italia 1 alcuni anni dopo la conclusione della serie TV, il 26 agosto 2001, tagliato e rimontato in un film da un'ora e mezza; Yamato Video lo aveva però già pubblicato nel 1998 in VHS, con il titolo Rayearth - Il sogno di Emeraude e un doppiaggio integrale affine alla riedizione della serie TV.
Le sigle originali di apertura sono Yuzurenai negai (ゆずれない願い?) di Naomi Tamura per la prima serie, Kirai ni narenai (キライになれない?) di Ayumi Nakamura per gli ep. 1-22 della seconda serie e Hikari to kage wo dakishimeta mama (光と影を抱きしめたまま?) nuovamente di Naomi Tamura per gli ep. 23-29 della seconda serie. Quelle di chiusura sono Asu e no yūki (明日への勇気?) di Keiko Yoshihari per la prima serie (con la acoustic version nell'ep. 20), Lul-la-by ~ Yasashiku dakasete (ら・ら・ば・い～優しく抱かせて?) di Minako Honda per gli ep. 1-22 della seconda serie e Itsuka kagayaku (いつか輝く?) ancora di Keiko Yoshihari per gli ep. 23-29 della seconda serie. La sigla dell'OAV è All You Need Is Love di Naomi Tamura. Quella italiana, invece, è cantata da Cristina D'Avena nell'edizione Mediaset, da Stefano Bersola nell'edizione Yamato Video.

## Lista episodi

### Serie TV
Il primo titolo italiano si riferisce all'edizione Mediaset (a sinistra), mentre il secondo alla versione ridoppiata dalla Yamato Video (a destra).
| Nº                            | Titolo italiano (edizione Mediaset / edizione Yamato Video) Giapponese 「Kanji」 - Rōmaji - Traduzione letterale | In onda           | In onda        |
| Nº                            | Titolo italiano (edizione Mediaset / edizione Yamato Video) Giapponese 「Kanji」 - Rōmaji - Traduzione letterale | Giapponese        | Italiano       |
| Prima stagione (20 episodi)   | |                   |                |
| 1                             | In viaggio verso Cefiro / Improvvisamente, Sephiro 「伝説のマジックナイト始動」 - Densetsu no Majikku Naito shidō – "La leggenda dei Cavalieri Magici prende il via" | 17 ottobre 1994   | 3 luglio 1997  |
| 1                             | Durante una gita con le rispettive classi alla Tokyo Tower, tre ragazze di nome Luce, Marina e Anemone vengono catapultate su Cefiro, un mondo dove tutto è sorretto dalla pura forza di volontà. Il potente mago Clef spiega loro che sono state evocate dalla principessa Emeraude, Colonna Portante di Cefiro, colei che con la sua forza d'animo sorregge l'intero mondo: la principessa è stata imprigionata dal sacerdote Zagato e Luce, Marina e Anemone sono state convocate per diventare i leggendari Cavalieri Magici e salvare Cefiro, che senza il sostegno di Emeraude sta cadendo in rovina. Per riuscire nell'impresa le ragazze dovranno risvegliare i Geni Managuerrieri e Clef dona loro delle armature magiche e il controllo su un elemento naturale: il fuoco per Luce, l'acqua per Marina e il vento per Anemone. Il primo nemico da affrontare è Alcyone, una strega al servizio di Zagato, e che viene sconfitta da Luce (l'unica a cui Clef abbia avuto il tempo di insegnare ad usare la magia). Le ragazze, seguendo le istruzioni di Clef, si dirigono poi verso la Foresta del Silenzio, dove vive Presea, un'armaiola incaricata di forgiare le armi dei Cavalieri Magici. |                   |                |
| 2                             | Alla ricerca di Presea / La foresta del silenzio 「沈黙の森の創師 プレセア」 - Chinmoku no mori no sōshi Puresea – "La forgiatrice della foresta del silenzio Presea" | 24 ottobre 1994   | 4 luglio 1997  |
| 2                             | Luce, Marina e Anemone conoscono Presea, l'armaiola incaricata da Clef di forgiare le spade dei Cavalieri Magici. Presea spiega loro che per realizzare le armi ha bisogno di un minerale particolare, l'Escudo, e le indirizza presso la Fontana di Aeterna, l'unico luogo in cui è possibile trovarlo. Le ragazze dovranno attraversare la Foresta del Silenzio, un luogo infestato da mostri dove non potranno usare la magia, e Presea presta loro delle armi e affida loro una strana creatura simile ad un coniglio, Mokona, che indicherà loro la strada. |                   |                |
| 3                             | La foresta del silenzio / Ferio il vagabondo 「謎の美少年剣士 フェリオ」 - Nazo no bishōnen kenshi Ferio – "Il misterioso bellissimo spadaccino Ferio" | 31 ottobre 1994   | 5 luglio 1997  |
| 3                             | Le ragazze si fanno strada attraverso la Foresta del Silenzio e incontrano Ferio, un abile spadaccino. Ferio sostiene di essersi nascosto per sfuggire a Zagato dopo un fallito tentativo di liberare la principessa Emeraude e si offre di fare da guardia del corpo alle ragazze in cambio del loro aiuto per uscire dalla foresta. Le ragazze accettano, ma Anemone si accorge che Ferio non sta dicendo la verità e decide di tenerlo d'occhio. Il gruppo si imbatte in una strana pietra che si scopre essere ciò che genera i mostri della foresta e blocca la magia; le ragazze riescono a distruggerla con l'aiuto di Ferio, che coraggiosamente attira i mostri su di sé. Anemone rimane molto colpita e tra lei e Ferio sembra nascere qualcosa. Arrivati al limitare della foresta, Ferio si congeda, ma prima regala ad Anemone un gioiello magico che aveva ricevuto in dono da Emeraude. |                   |                |
| 4                             | La maga vendicativa / Il contrattacco di Alcyone 「執念の魔操士 アルシオーネ」 - Shūnen no masōshi Arushiōne – "L'implacabile maga Alcyone" | 7 novembre 1994   | 7 luglio 1997  |
| 4                             | Alcyone attacca le ragazze e ferisce gravemente Marina. Luce, essendo l'unica in grado di usare la magia, è costretta a combattere da sola, avendo la peggio. Marina vuole aiutare Luce e la forza del suo desiderio le permette di mettersi in contatto con Clef, che le insegna ad usare la magia; Marina riesce così ad intervenire e sconfigge Alcyone. La ragazza è però in fin di vita e Anemone chiede a Clef la magia necessaria per salvarla. Clef sblocca i poteri di Anemone e la ragazza ottiene un incantesimo di guarigione, con il quale cura le ferite di Marina. Le ragazze, ora unite più che mai, proseguono il loro viaggio. |                   |                |
| 5                             | Il leggendario Escudo / La fontana di Aeterna 「伝説の鉱物 エスクード」 - Densetsu no kōbutsu Esukūdo – "Il metallo leggendario Escudo" | 14 novembre 1994  | 8 luglio 1997  |
| 5                             | Le ragazze arrivano alla fontana di Aeterna e vi si tuffano per trovare l'Escudo. Dentro la fonte, le ragazze vengono attaccate da proiezioni di coloro a cui tengono di più, che loro non riescono ad affrontare; un'apparizione dello spirito di Emeraude dà loro la forza di reagire e le ragazze sconfiggono le proiezioni, che si trasformano nell'Escudo. Alcyone cerca di rubare l'Escudo; il minerale, però, reagisce a contatto con le armature delle ragazze, trasformandole e potenziandole, e Alcyone viene sconfitta. Dopo questo ennesimo fallimento, Zagato rinchiude Alcyone e affida il compito di eliminare i Cavalieri Magici ad un altro dei suoi seguaci, un evocatore bambino di nome Ascot. |                   |                |
| 6                             | Il sacrificio di Presea / Le nuove armi di Presea 「命をかけたプレセアの武器」 - Inochi wo kaketa Puresea no buki – "Le armi per sopravvivere di Presea" | 21 novembre 1994  | 9 luglio 1997  |
| 6                             | Cefiro comincia ad essere scosso da violenti terremoti e Clef informa le ragazze che ciò significa che il mondo sta iniziando a crollare. Le ragazze tornano quindi da Presea e le consegnano l'Escudo; mentre l'armaiola è impegnata a forgiare le spade, la casa viene attaccata da un mostro evocato da Ascot, intenzionato ad eliminare Presea. Le ragazze riescono a distruggere il mostro grazie alle loro nuove armi, ma purtroppo Presea rimane uccisa. |                   |                |
| 7                             | L'amore sboccia nel deserto / Amore nel deserto 「捨て身のフェリオ砂漠の恋」 - Sutemi no Ferio sabaku no koi – "L'amore del disperato Ferio nel deserto" | 28 novembre 1994  | 10 luglio 1997 |
| 7                             | Clef si mette in contatto con le ragazze attraverso Mokona e le informa che la loro prossima missione sarà risvegliare i Geni Managuerrieri. Prima di incamminarsi, le ragazze esprimono ognuna un desiderio usando il gioiello che Ferio aveva regalato ad Anemone e che in realtà è un comunicatore con cui Ferio le tiene d'occhio. Il giovane scopre che Ascot intende attaccare le ragazze in un deserto con uno dei suoi mostri e finge di mettersi al suo servizio; in realtà, usa il comunicatore per distrarre il mostro, permettendo alle ragazze di salvarsi. Ascot cattura Ferio e Anemone si avventura da sola nel deserto per liberarlo. La ragazza è in difficoltà, ma il suo desiderio di salvare Ferio è così forte che la sua spada si trasforma, potenziandosi e permettendole di eliminare il mostro. Ferio si congeda, ma prima spiega ad Anemone il funzionamento del comunicatore e le promette di aiutarla ogni volta che ne avrà bisogno. Ascot, furioso per la morte della sua creatura, giura vendetta contro i Cavalieri Magici. |                   |                |
| 8                             | L'incredibile Vigor / La trappola di Ascot 「召喚士アスコットの恐怖の罠」 - Shōkanshi Asukotto no kyōfu no wana – "La spaventosa trappola dell'evocatore Ascot" | 5 dicembre 1994   | 11 luglio 1997 |
| 8                             | Luce salva un cucciolo ferito e lo battezza Hikari, come il suo cane. L'animale è in realtà Vigor, uno dei mostri di Ascot, e in un momento di distrazione di Luce si trasforma e attacca la ragazza. Marina e Anemone intervengono per difendere l'amica; Luce si mette in mezzo, ma quando Vigor colpisce senza pietà anche le sue amiche, Luce è costretta ad abbatterlo. La forza di volontà dimostrata da Luce provoca la trasformazione della sua spada, come accaduto ad Anemone, ma la ragazza ha il cuore a pezzi per ciò che ha dovuto fare. |                   |                |
| 9                             | Incubo su Cefiro / Labirinto di ghiaccio 「マジックナイト最大の危機！」 - Majikku Naito saidai no kiki! – "La più grande crisi per i Cavalieri Magici!" | 12 dicembre 1994  | 12 luglio 1997 |
| 9                             | Marina attraversa un momento difficile dovuto alla nostalgia di casa. Nel frattempo, Alcyone convince Ascot a liberarla e usa uno dei suoi mostri per creare una dimensione parallela in cui intrappola Luce e Anemone; Marina si ritrova invece sulla Tokyo Tower, ma capisce di essere finita in realtà in un mondo illusorio creato dal suo desiderio di tornare a casa. La volontà di aiutare Luce e Anemone, però, si rivela ancora più forte e Marina riesce a liberarsi e a raggiungere le due amiche proprio nel momento in cui Alcyone sta per dare loro il colpo di grazia. La forza d'animo dimostrata da Marina provoca la trasformazione della sua spada e la ragazza, ora molto più potente di prima, riesce a sconfiggere Alcyone. |                   |                |
| 10                            | Feres, il primo Genio Managuerriero / Il risveglio di Ceres 「よみがえる伝説の魔神セレス」 - Yomigaeru densetsu no Mashin Seresu – "Il risveglio del leggendario Mashin Ceres" | 9 gennaio 1995    | 14 luglio 1997 |
| 10                            | Mokona guida le ragazze fino ad un tempio sul fondo del mare di Cefiro e qui assistono al risveglio di Ceres, uno dei Geni Managuerrieri, che ha l'aspetto di un immenso drago alato. Il Cavaliere Magico predestinato a Ceres è Marina e la ragazza deve sottoporsi ad una prova per dimostrargli di esserne degna. Il tempio viene attaccato da Ascot; Ceres ordina a Marina di mettersi in salvo, ma la ragazza, piuttosto che abbandonare Luce e Anemone, preferisce combattere con loro. Marina ha così dimostrato il proprio coraggio e Ceres, soddisfatto, le concede il proprio potere: le armature delle ragazze si evolvono ulteriormente. |                   |                |
| 11                            | Una leggenda che parla di eternità / La leggenda svelata 「異世界セフィーロの魔神伝説」 - Isekai Sefīro no Mashin densetsu – "La leggenda dei Mashin del mondo di Cefiro" | 16 gennaio 1995   | 15 luglio 1997 |
| 11                            | Zagato attacca le ragazze, ma Emeraude riesce a salvarle trasportandole in un villaggio dove trovano Ferio. Il giovane racconta loro la leggenda dei Cavalieri Magici: essi sono tre guerrieri provenienti da un altro mondo che vengono evocati ogni volta che la Colonna Portante di Cefiro è minacciata e sono gli unici in grado di risvegliare e controllare i tre Geni Managuerrieri, che daranno loro il potere per salvare il mondo. Le ragazze hanno perso fiducia in se stesse dopo l'attacco di Zagato e temono di non farcela, ma grazie all'incoraggiamento di Ferio trovano la forza per andare avanti. Caldina, un'illusionista che lavora per Zagato dietro compenso, costringe gli abitanti del villaggio ad attaccare le ragazze; Ferio, con uno stratagemma e sfruttando l'avidità di Caldina, riesce a farle scappare. |                   |                |
| 12                            | La trappola / Caldina l'incantatrice 「恐るべき幻惑士 カルディナ」 - Osorubeki genwakushi Karudina – "La terribile incantatrice Caldina" | 23 gennaio 1995   | 16 luglio 1997 |
| 12                            | Le ragazze scoprono che il secondo Genio Managuerriero riposa su una delle montagne fluttuanti di Cefiro. Caldina impedisce loro di raggiungerla soffiando su di loro un profumo magico che provoca allucinazioni, dopodiché le attira in una caverna. Qui le ragazze incontrano Clef, che annuncia di aver liberato Emeraude e che la principessa vuole incontrarle. Si tratta però di un tranello: il vero Clef è stato infatti pietrificato e fatto prigioniero da Zagato. Anemone si accorge della trappola, ma è Luce a capire come sconfiggere le illusioni di Caldina e le ragazze riescono ad uscire indenni dalla caverna. Ascot le attacca con le sue creature; Marina si rende conto che i mostri non sono cattivi e sgrida Ascot per averli costretti a combattere. Il piccolo evocatore, che considera le sue creature i suoi amici più cari, si pente di ciò che ha fatto e decide di non lottare più contro i Cavalieri Magici. |                   |                |
| 13                            | L'amicizia è davvero preziosa / Ciò che è più importante di Sephiro 「この世界でいちばん大切なもの」 - Kono sekai de ichiban taisetsuna mono – "La cosa più importante di questo mondo" | 30 gennaio 1995   | 17 luglio 1997 |
| 13                            | Caldina ipnotizza Luce e Marina e le costringe ad attaccare Anemone. La ragazza si rifiuta di combattere contro le sue amiche e riesce ad immobilizzarle con un incantesimo; Caldina, allora, prende il controllo del corpo di Anemone, forzandola ad attaccare Luce e Marina, ma all'ultimo secondo Anemone riesce ad opporsi e sconfigge l'incantatrice. Caldina è stupita, ma Anemone le spiega che non dovrebbe meravigliarsi: su Cefiro ciò che conta è la forza di volontà e il desiderio di denaro di Caldina è ben poca cosa in confronto all'amicizia che lega Luce, Marina e Anemone. Caldina, impressionata, rinuncia a cercare di eliminare le ragazze e se ne va assieme ad Ascot (che aveva cercato di fermarla), ma prima rivela ai Cavalieri Magici qualcosa di inaspettato: l'obiettivo di Zagato non è dominare Cefiro. |                   |                |
| 14                            | La promessa dei tre Cavalieri / Turbine di luce 「光、海、風のゆずれない願い」 - Hikaru, Umi, Fū no yuzurenai negai – "Il desiderio irrinunciabile di Hikaru, Umi e Fu" | 6 febbraio 1995   | 18 luglio 1997 |
| 14                            | Le ragazze si rendono conto che la loro avventura su Cefiro le ha ormai legate in maniera indissolubile e promettono di restare sempre insieme. Marina e Anemone scompaiono improvvisamente, rapite da un mostro fatto di luce, e anche Mokona si fa catturare per salvare Luce. Rimasta sola, Luce intraprende una dura lotta contro la creatura e il suo desiderio di riunirsi alle amiche le dà la forza per abbatterlo, salvando Marina, Anemone e Mokona. |                   |                |
| 15                            | Windam, il secondo Genio / Il risveglio di Windom 「第二の魔神・空神 ウィンダム」 - Dai ni no Mashin · Kūshin Uindamu – "Il secondo Mashin · Il dio del cielo Windam" | 13 febbraio 1995  | 19 luglio 1997 |
| 15                            | Le ragazze arrivano finalmente alla montagna dove dimora il secondo Genio Managuerriero, e trascorrono la notte in una grotta. Ferio le raggiunge e porta con sé una ragazza di nome Seyra, che ha trovato priva di sensi ai piedi della montagna; Seyra ringrazia Ferio per l'aiuto preparandogli una tisana di erbe. L'indomani, i protagonisti si preparano a ripartire, ma Ferio si sente male e Seyra si offre di badare a lui, con grande disappunto di Anemone. Seyra, però, è in realtà Innova, un servo di Zagato, e ha fatto ammalare Ferio per prenderlo in ostaggio. Le ragazze, intanto, raggiungono la cima della montagna e risvegliano Windom, il Genio Managuerriero del vento, che ha le sembianze di una fenice. Il Cavaliere Magico prescelto è Anemone e la ragazza deve dimostrare a Windom il proprio valore affrontando Innova. Quest'ultimo ricatta Anemone: se la ragazza rinuncerà ad essere Cavaliere Magico, Innova libererà Ferio. Anemone rifiuta e si prepara a combattere nonostante Innova sia molto più potente di lei. Il coraggio di Anemone convince Windom e il Managuerriero interviene in difesa della ragazza, costringendo Innova a ritirarsi. Le armature e le spade delle ragazze si trasformano ancora una volta; ora rimane da trovare soltanto l'ultimo Managuerriero. |                   |                |
| 16                            | Rafaga lo spadaccino / Il cavaliere Rafaga 「強敵！剣闘士ラファーガ」 - Kyōteki! Kendōshi Rafāga – "Un formidabile nemico! Il gladiatore Rafaga" | 20 febbraio 1995  | 21 luglio 1997 |
| 16                            | Zagato soggioga con un incantesimo Rafaga, il più forte degli spadaccini al servizio della principessa Emeraude, e lo incarica di eliminare i Cavalieri Magici. Le ragazze, intanto, affrontano un mostro e durante la lotta scoprono che le loro spade sono incantate in modo che soltanto loro possano usarle. Rafaga sferra il suo attacco e viene affrontato da Luce, che essendo la più abile con la spada è l'unica delle tre a tenergli testa. Rafaga è un avversario formidabile e riesce a disarmare Luce, ma quando tocca la spada della ragazza, l'arma si incendia: Rafaga è così sconfitto e si libera del controllo di Zagato. |                   |                |
| 17                            | I ricordi di Ferio / La vera natura di Innova 「イノーバの正体とよみがえる記憶」 - Inōba no shōtai to yomigaeru kioku – "La vera natura di Innova e i ricordi resuscitati" | 27 febbraio 1995  | 22 luglio 1997 |
| 17                            | Innova prega Zagato di concedergli un'ultima possibilità per eliminare i Cavalieri Magici e gli chiede di restituirgli le proprie vere sembianze, con le quali potrà sfruttare appieno i suoi poteri: Innova, infatti, non è un essere umano, bensì un lupo magico donato molto tempo prima a Zagato da Emeraude. Ferio, intanto, ricorda di essere il fratello minore di Emeraude e di averle chiesto lui stesso di cancellargli la memoria quando Emeraude divenne la Colonna di Cefiro, in modo da non esserle d'intralcio; ora che Emeraude è prigioniera, i suoi poteri si sono indeboliti e ciò ha permesso a Ferio di ricordare. I Cavalieri Magici affrontano Innova, che si rivela troppo potente per loro tre; grazie all'aiuto di Ferio, le ragazze scoprono il punto debole di Innova e riescono a eliminarlo. |                   |                |
| 18                            | Rayearth, il terzo Genio / Il risveglio di Rayearth 「最後の魔神・炎神 レイアース」 - Saigo no Mashin · Enshin Reiāsu – "L'ultimo Mashin · Il dio delle fiamme Rayearth" | 6 marzo 1995      | 23 luglio 1997 |
| 18                            | Le ragazze trovano finalmente il terzo Genio Managuerriero, Rayearth, che ha l'aspetto di un enorme lupo infuocato. Luce si sottopone alla prova per dimostrare di essere degna di possederlo e si ritrova a dover affrontare Zagato in persona. Il sacerdote priva tutte e tre le ragazze delle loro armature e delle loro armi; Rafaga interviene in difesa dei Cavalieri Magici, ma viene sconfitto. Luce cerca di proteggere Rafaga, Marina e Anemone nonostante sia indifesa e il suo coraggio viene premiato: Rayearth le concede il suo potere e le tre ragazze, conquistati finalmente tutti e tre i Geni Managuerrieri, diventano Cavalieri Magici a tutti gli effetti. |                   |                |
| 19                            | In nome della libertà / Di fronte a Zagato 「対決！魔法騎士ＶＳザガート」 - Taiketsu! Majikku Naito VS Zagāto – "Scontro! I Cavalieri Magici VS Zagato" | 13 marzo 1995     | 24 luglio 1997 |
| 19                            | Le ragazze, a bordo dei Geni Managuerrieri e guidate dal richiamo di Emeraude, raggiungono la prigione dov'è rinchiusa la principessa e affrontano la battaglia finale contro Zagato. Il sacerdote combatte con un Managuerriero creato da lui stesso: sembra inarrestabile, ma i Cavalieri Magici riescono a contrattaccare tramite l'unione dei loro poteri. Ormai sconfitto, Zagato si scaglia contro il destino della Colonna Portante di Cefiro, che condanna un'unica persona a reggere sulle proprie spalle le sorti del mondo intero; il sacerdote rivolge quindi un ultimo, tenero saluto ad Emeraude, e muore. |                   |                |
| 20                            | L'ora della verità / La Colonna di Sephiro 「伝説の魔法騎士！驚異の真実」 - Densetsu no Majikku Naito! Kyōi no shinjitsu – "I Cavalieri Magici della leggenda! La verità dietro al miracolo" | 13 marzo 1995     | 25 luglio 1997 |
| 20                            | I Cavalieri Magici incontrano finalmente la principessa Emeraude. Quest'ultima, alla notizia che Zagato è morto, impazzisce e attacca le ragazze con un proprio Managuerriero. Lo spirito di Emeraude appare per l'ultima volta e rivela alle stupefatte protagoniste la verità: Emeraude e Zagato si erano innamorati e ciò impediva alla principessa di mantenere la pace su Cefiro perché la Colonna Portante deve sorreggere il mondo intero e non le è concesso pensare ad una sola persona. Emeraude non è riuscita a reprimere i propri sentimenti, così ha deciso di evocare i Cavalieri Magici al fine di essere uccisa: la vera missione dei Cavalieri Magici, infatti, non è salvare la Colonna Portante quando questa è minacciata, bensì eliminarla per farne nascere una nuova, il solo modo per impedire la distruzione di Cefiro, e per farlo hanno bisogno dei Managuerrieri perché senza di essi non potrebbero competere con il potere della Colonna. Zagato, in quanto sommo sacerdote, conosceva la verità e aveva rapito Emeraude al solo scopo di tenerla al sicuro. La principessa prega le ragazze di eliminarla prima che il suo dolore per la morte di Zagato la porti a desiderare la completa distruzione di Cefiro e, seppur a malincuore, i Cavalieri Magici uccidono Emeraude; prima di spirare, la principessa ringrazia le ragazze per aver esaudito il suo desiderio e le rimanda a Tokyo. Le ragazze, sconvolte e in lacrime, si abbracciano ed esprimono il desiderio di poter tornare un giorno su Cefiro per portare avanti il sogno di pace di Emeraude. |                   |                |
| Seconda stagione (29 episodi) | |                   |                |
| 1 (21)                        | La nuova sfida / Di nuovo a Sephiro 「出発と新たな絆」 - Tabidachi to aratana kizuna – "Una partenza e dei nuovi legami" | 10 aprile 1995    | 26 luglio 1997 |
| 1 (21)                        | È passato qualche tempo da quando Luce, Marina e Anemone sono tornate dalla loro avventura su Cefiro. Le ragazze sono rimaste amiche e sono tormentate dai sensi di colpa per aver ucciso la principessa Emeraude e dalla preoccupazione per ciò che accadrà a Cefiro ora che la Colonna Portante non c'è più: Luce, in particolare, ha un incubo ricorrente in cui rivive l'accaduto e una misteriosa presenza minaccia di prendere il controllo di Cefiro. Le ragazze si incontrano alla Tokyo Tower e rinnovano il loro desiderio di poter tornare ancora una volta su Cefiro: inaspettatamente, la loro preghiera viene esaudita e le ragazze vengono trasportate fino al castello di Emeraude, dove Clef spiega loro che Cefiro, ora privo del sostegno di una Colonna Portante, sta morendo e armate provenienti da altri mondi stanno arrivando per conquistarlo. |                   |                |
| 2 (22)                        | Il comandante Aquila Bianca / I tre invasori 「セフィーロと三つの国」 - Sefīro to mittsu no kuni – "Cefiro e i tre regni" | 17 aprile 1995    | 28 luglio 1997 |
| 2 (22)                        | I regni intenzionati ad invadere Cefiro sono Autozam, una civiltà tecnologica in cerca di nuove fonti energetiche, Chizeta, un mondo piccolissimo e sovrappopolato che vuole espandere i propri territori, e Fahren, che sta avanzando per ragioni ignote. Clef spiega che l'obiettivo degli invasori è divenire la nuova Colonna Portante e le ragazze decidono di tornare ad essere i Cavalieri Magici per proteggere Cefiro: Clef restituisce alle ragazze le loro armature e i loro poteri, Presea (misteriosamente sopravvissuta all'attacco di Ascot nella prima stagione) le equipaggia con le loro spade e i Geni Managuerrieri si risvegliano per combattere assieme a loro. Il primo nemico da affrontare è Aquila, comandante dell'armata di Autozam, che combatte a bordo del suo potentissimo robot FTO. |                   |                |
| 3 (23)                        | Il misterioso Lantis / Il ritorno di Lantis 「オートザムの侵攻とランティス」 - Ōtozamu no shinkō to Rantisu – "L'invasione di Autozam e Lantis" | 24 aprile 1995    | 29 luglio 1997 |
| 3 (23)                        | I Cavalieri Magici riescono a respingere l'attacco di Aquila. Rientrate al castello, le ragazze ritrovano Ferio, Rafaga, Caldina e Ascot (quest'ultimo divenuto adulto grazie alla propria forza di volontà) e fanno la conoscenza di un nuovo personaggio: si tratta di Lantis, uno spadaccino con poteri magici e fratello minore di Zagato. Lantis apparteneva alla guardia della principessa Emeraude, ma lasciò improvvisamente Cefiro prima dell'arrivo dei Cavalieri Magici e si recò su Autozam, da cui fece ritorno dopo la morte di Zagato ed Emeraude. Lantis non ha mai rivelato il motivo del suo viaggio e la sua presenza è ora guardata con sospetto e diffidenza perché si teme possa essere diventato una spia di Autozam. Luce continua a vedere in sogno la presenza che minaccia Cefiro e questa volta distingue un particolare importante: l'immagine di una ragazza identica a lei. |                   |                |
| 4 (24)                        | L'astronave NSX / NSX si avvicina! 「魔法騎士と戦艦ＮＳＸ」 - Majikku Naito to senkan NSX – "I Cavalieri Magici e la corazzata NSX" | 1º maggio 1995    | 30 luglio 1997 |
| 4 (24)                        | Le ragazze riflettono sul motivo per cui hanno deciso di tornare su Cefiro. Marina si confida con Clef, per il quale comincia a provare qualcosa; Anemone trascorre del tempo con Ferio; Luce ha modo di conoscere Lantis, verso cui si sente particolarmente in colpa per aver ucciso Zagato. Tutti quanti assicurano che i Cavalieri Magici non sono responsabili dell'accaduto né della rovina in cui versa ora Cefiro, ma le ragazze sono decise a riscattarsi proteggendo Cefiro anche a costo della vita. I Cavalieri Magici si preparano allo scontro con la NSX, la corazzata di Autozam, ma vengono sorprese dall'arrivo inaspettato di Alcyone, che attacca senza pietà le ragazze. |                   |                |
| 5 (25)                        | Luce incontra Nova / Ciò che sta nella luce 「光と夢の中のノヴァ」 - Hikaru to yume no naka no Nova – "Hikaru e l'ammaliante Nova" | 8 maggio 1995     | 31 luglio 1997 |
| 5 (25)                        | Alcyone vuole vendicarsi dei Cavalieri Magici per le sconfitte subite in passato; lo scontro è seguito a bordo della NSX da Aquila e dai suoi luogotenenti, il vicecomandante Geo Metro e il meccanico Zazu Torque. Le ragazze cercano di far ragionare Alcyone, ma la maga è soggiogata dalla stessa forza malefica che Luce continua a vedere in sogno e che si presenta come Debonair. Alcyone scaglia una maledizione contro Cefiro, dopodiché scompare; in quel momento, Luce ha una breve visione della ragazza che le somiglia e che afferma di esistere solo per lei. I Cavalieri Magici si recano poi sulla NSX per parlare con Aquila e chiedergli le ragioni che lo spingono ad attaccare Cefiro. Aquila spiega di aver bisogno del sistema della Colonna Portante per salvare Autozam, sull'orlo del collasso a causa dell'inquinamento, e a nulla valgono i tentativi dei Cavalieri Magici di farlo desistere: Autozam dichiara guerra a Cefiro. La discussione è interrotta dall'arrivo del Doumou, la nave regale di Fahren. |                   |                |
| 6 (26)                        | Un nuovo nemico / Aska I, imperatrice di Fahren 「魔法騎士とファーレンのアスカ」 - Majikku Naito to Fāren no Asuka – "I Cavalieri Magici e Aska di Fahren" | 22 maggio 1995    | 1º agosto 1997 |
| 6 (26)                        | L'attacco del Doumou è condotto da Aska I, giovanissima imperatrice di Fahren, accompagnata dal suo assistente Sang Yong e dall'anziano maggiordomo Chang'An. Aska è una bambina molto viziata e capricciosa e vuole diventare la Colonna Portante di Cefiro soltanto per non lasciare il ruolo ad altri, ma è dotata del potere di materializzare i disegni e si rivela un'avversaria inaspettatamente pericolosa. Le ragazze si rendono conto che questa nuova battaglia potrebbe costare loro la vita, ma decidono di combattere ugualmente per non avere più rimpianti: in quel momento Luce ha un'altra visione della ragazza che le somiglia e che le profetizza che le sue amiche moriranno. |                   |                |
| 7 (27)                        | Il segreto della Colonna / Il segreto della Colonna di Sephiro 「セフィーロの柱の秘密」 - Sefīro no Hashira no himitsu – "Il segreto della Colonna di Cefiro" | 5 giugno 1995     | 2 agosto 1997  |
| 7 (27)                        | Clef mostra alle ragazze la corona della principessa Emeraude e spiega che essa è il simbolo della Colonna Portante di Cefiro. La corona assume una forma differente a seconda di chi la possiede, ma non si è trasformata in seguito alla morte di Emeraude: ciò significa che nessuno degli abitanti di Cefiro presenti al castello è degno di diventare la nuova Colonna Portante. La corona è protetta da uno scudo magico e la sala in cui è custodita può essere aperta soltanto da uno dei tre sigilli mistici, uno dei quali è la spada di Lantis, ma se uno degli invasori si rivelasse in grado di diventare la nuova Colonna Portante supererebbe le difese senza poter essere fermato: i Cavalieri Magici devono quindi impedire alle forze di Autozam, Chizeta e Fahren di raggiungere la sala della corona e nel frattempo trovare qualcuno in grado di superare la prova. Luce decide quindi di avventurarsi fuori dal castello in cerca di altri abitanti di Cefiro e chiede a Lantis di accompagnarla. |                   |                |
| 8 (28)                        | Un viaggio pericoloso / Fuori dal castello 「光とランティスの危険な旅」 - Hikaru to Rantisu no kikenna tabi – "Il rischioso viaggio di Hikaru e Lantis" | 12 giugno 1995    | 4 agosto 1997  |
| 8 (28)                        | Luce e Lantis esplorano Cefiro, ridotto ad una landa desolata e infestata da mostri, in cerca di qualcuno in grado di diventare la nuova Colonna Portante. La loro ricerca è interrotta dall'incursione dell'FTO: Aquila intende infatti catturare Luce per avere informazioni su Cefiro. Luce e Rayearth danno battaglia, ma Aquila ha la meglio e la ragazza viene fatta prigioniera. Lantis cerca di liberarla, ma viene ostacolato da Alcyone, ancora sotto l'influsso di Debonair. Marina e Anemone percepiscono che Luce è in pericolo e partono per salvare la loro amica. |                   |                |
| 9 (29)                        | La missione di Aquila Bianca / Luce sulla NSX 「イーグルと捕われた光」 - Īguru to torawareta Hikaru – "Eagle e Hikaru rapita" | 19 giugno 1995    | 5 agosto 1997  |
| 9 (29)                        | Lantis sconfigge Alcyone e parte alla ricerca di Luce. Quest'ultima ha perso i sensi in seguito alla battaglia contro Aquila e sogna la ragazza che le somiglia: questa afferma di chiamarsi Nova e di essere una parte di lei. Luce si risveglia a bordo della NSX e fa la conoscenza degli invasori provenienti da Autozam. Con sua sorpresa, la ragazza viene trattata con grande cordialità da tutti e lo stesso Aquila si mostra molto gentile con lei. Il comandante le spiega che ciò che alimenta l'incredibile tecnologia di Autozam è l'energia mentale dei suoi abitanti, che a causa di ciò vivono sempre meno e in condizioni di salute sempre peggiori; la missione di Aquila è dunque trovare una nuova fonte energetica per salvare il suo popolo e ritiene che il sistema della Colonna Portante sia la soluzione. Luce lo avverte che chiunque diventi la Colonna Portante è condannato ad un destino di infelicità, ma Aquila è irremovibile. Lantis, intenzionato a liberare Luce, irrompe sulla NSX; in quel momento, Luce avverte un richiamo e viene trasportata magicamente su Cefiro, dove incontra finalmente Nova. |                   |                |
| 10 (30)                       | Chi sei Nova? / La spada spezzata 「ノヴァと悪魔の魔神レガリア」 - Nova to akuma no Mashin Regaria – "Nova e il demone Mashin Regalia" | 26 giugno 1995    | 6 agosto 1997  |
| 10 (30)                       | Nova sostiene di essere la figlia di Debonair e che il suo obiettivo è eliminare Luce. Le due si affrontano: lo scontro volge in favore di Nova, che possiede gli stessi poteri di Luce ed è in grado di neutralizzare ogni suo attacco. Come se non bastasse, anche Nova possiede un Genio Managuerriero, Regalia, che sembra una versione oscura di Rayearth. Il duello prosegue a bordo dei Managuerrieri; Marina e Anemone intervengono, ma Nova contrattacca con l'aiuto di Debonair e spezza la spada di Luce, privandola dei suoi poteri. |                   |                |
| 11 (31)                       | La fortezza mobile di Cizeta / La fortezza di Chizeta 「チゼータの移動要塞と戦えない光」 - Chizēta no idō yōsai to tatakaenai Hikaru – "La fortezza mobile di Chizeta e una Hikaru che non può combattere" | 3 luglio 1995     | 7 agosto 1997  |
| 11 (31)                       | Le principesse Tatra e Tarta di Chizeta attaccano Cefiro a bordo della loro fortezza volante, Bravada. Le due principesse hanno caratteri molto diversi: Tarta, la minore e la più determinata a conquistare Cefiro, è impulsiva e testarda, mentre Tatra, la maggiore, è calma e riflessiva, anche se un po' svampita. Marina e Anemone le affrontano senza l'aiuto di Luce, che senza la sua spada non è più in grado di evocare Rayearth; le principesse rispondono con i propri spiriti guardiani, due geni dai poteri imprevedibili che mettono in difficoltà i Managuerrieri delle ragazze. Alcyone, sconfitta da Lantis, viene portata al castello per essere interrogata e scoprire chi è davvero Debonair. |                   |                |
| 12 (32)                       | Aiutaci Luce / I Geni Danzanti 「海・風とファーレン・チゼータ」 - Umi · Fū to Fāren · Chizēta – "Umi · Fu e Fahren · Chizeta" | 10 luglio 1995    | 8 agosto 1997  |
| 12 (32)                       | Marina e Anemone proseguono la loro battaglia contro i geni di Chizeta, ma sono talmente innervosite dai loro avversari che non riescono a combattere come al solito. L'imperatrice Aska di Fahren ne approfitta ed evoca un gigantesco pupazzo a forma di Sang Yong con cui attacca i geni e i Cavalieri Magici; nel caos che segue, Anemone viene catturata da Fahren, mentre Marina è fatta prigioniera da Chizeta. |                   |                |
| 13 (33)                       | Il desiderio di Luce / Il segreto di Presea 「光の願いとプレセアの秘密」 - Hikaru no negai to Puresea no himitsu – "Il desiderio di Hikaru e il segreto di Presea" | 17 luglio 1995    | 9 agosto 1997  |
| 13 (33)                       | Marina e Anemone sono state catturate e Luce chiede a Presea di aiutarla a ricreare la spada per poter salvare le amiche. Presea ne parla con Clef e gli confessa di essere in realtà Sierra, sorella gemella di Presea: la vera Presea, infatti, è morta e Sierra ha deciso di prendere il suo posto per non far soffrire i Cavalieri Magici, già oppresse dai sensi di colpa per la morte di Emeraude. Clef aveva già intuito la verità e Sierra ha deciso di dirgli tutto perché il mago sapeva che la vera Presea non aveva il potere di ricreare armi distrutte. Sierra prega Clef di mantenere il suo segreto e prima di congedarsi gli rivela che Presea lo amava; rimasta sola, Sierra ammette a se stessa di essere a sua volta innamorata di Clef, ma sceglie di tacere, sapendo che Clef non la ricambia. Luce e Sierra iniziano la ricostruzione della spada, ma nel processo Nova riesce ad entrare nella mente di Luce e ad intrappolarla. |                   |                |
| 14 (34)                       | Prigioniere / L'abbraccio di Nova 「光と引き裂かれた友情」 - Hikaru to hikisakareta yūjō – "Hikaru e l'amicizia tradita" | 24 luglio 1995    | 11 agosto 1997 |
| 14 (34)                       | Nova cerca di insinuare in Luce il sospetto che Marina e Anemone non le vogliano bene; Luce, però, ha fiducia nelle due amiche e non crede alle menzogne di Nova. Quest'ultima cerca allora di usare l'immagine di Lantis e questa volta Luce cede alla tristezza: l'anima della ragazza rischia di essere inghiottita dall'oscurità. Intanto, Marina e Anemone, prigioniere rispettivamente di Chizeta e Fahren, si trovano completamente da sole per la prima volta da quando è cominciata l'avventura su Cefiro. Le ragazze hanno paura, ma gli spiriti di Ceres e Windom infondono loro la forza per affrontare la situazione. Aquila, sulla NSX, si accorge che i Cavalieri Magici sono scomparsi: Cefiro è completamente indifeso e Autozam decide di sferrare l'attacco finale. |                   |                |
| 15 (35)                       | Le due principesse / Marina e le principesse di Chizeta 「海とタータ・タトラの野望」 - Umi to Tāta · Tatora no yabō – "Umi e le ambizioni di Tarta e Tatra" | 31 luglio 1995    | 12 agosto 1997 |
| 15 (35)                       | Geo scopre che Aquila è malato, ma acconsente a non dire nulla per non compromettere la missione. Marina, prigioniera di Tatra e Tarta, fa la conoscenza delle principesse di Chizeta: Tarta, irruenta come al solito, sfida la ragazza a duello e subisce una sonora sconfitta. Tatra, a questo punto, si fa avanti e molto cortesemente spiega a Marina le ragioni che spingono Chizeta a voler conquistare Cefiro. Marina cerca di far capire alle principesse che diventare la Colonna Portante di Cefiro comporta grandi sofferenze e le prega di rinunciare; la ragazza evoca quindi Ceres e lascia Bravada a bordo del Managuerriero. Tatra e Tarta cercano di fermarla con i loro geni, ma le parole di Marina le hanno fatte dubitare di loro stesse. Sul Doumou, intanto, Anemone si prepara ad incontrare l'imperatrice Aska. |                   |                |
| 16 (36)                       | La gara di tiro con l'arco / Anemone sfida Aska 「風対アスカ！命がけの弓勝負」 - Fū tai Asuka! Inochigake no yumi shōbu – "Fu contro Aska! Il duello mortale di tiro con l'arco" | 7 agosto 1995     | 13 agosto 1997 |
| 16 (36)                       | Anemone conosce l'imperatrice Aska. I modi impeccabili della ragazza lasciano tutti senza parole e impressionano molto la stessa Aska; nonostante ciò, Aska, con l'immaturità tipica dei bambini della sua età, pretende che Anemone le consegni Windom. Per tutta risposta, Anemone sfida Aska ad una gara di tiro con l'arco: se Aska vincerà, Anemone le cederà il Managuerriero, ma in caso contrario Aska dovrà lasciarla andare. L'imperatrice accetta nonostante Sang Yong e Chang'An le consiglino di non farlo; com'era prevedibile, Anemone vince facilmente la sfida, ma Aska non tollera la sconfitta e attacca la ragazza. Marina, intanto, è ancora alle prese con i geni di Chizeta, ma grazie all'aiuto di Ascot riesce a rovesciare la situazione. |                   |                |
| 17 (37)                       | La spada di Luce / Fuori dall'ombra 「甦れ！光の剣」 - Yomigaere! Hikaru no ken – "Resuscita! La spada di Hikaru" | 14 agosto 1995    | 14 agosto 1997 |
| 17 (37)                       | Anemone sconfigge facilmente Aska e riesce a far capire alla capricciosa imperatrice l'enorme responsabilità che grava sulle spalle di una Colonna Portante. La ragazza fugge dal Doumou con l'aiuto di Ferio, accorso per liberarla; le sue parole, però, sono riuscite a far riflettere Aska. Intanto, Luce è ancora intrappolata nella propria mente assieme a Nova, ma Sierra riesce a farle giungere la propria voce e a darle coraggio; la ragazza, trovata così la forza di reagire, ricrea la spada e sconfigge Nova. Finalmente libera, Luce torna alla realtà e confessa a Lantis di amarlo. Debonair compare dinnanzi a tutti e rivela di essere nata dalla disperazione degli abitanti di Cefiro in seguito alla morte di Emeraude. |                   |                |
| 18 (38)                       | Aquila Bianca attacca Cefiro / L'attacco di Aquila 「イーグル・セフィーロ城総攻撃！」 - Īguru · Sefīro shiro sōkōgeki! – "Eagle · Attacco al castello di Cefiro!" | 21 agosto 1995    | 15 agosto 1997 |
| 18 (38)                       | Luce ha di nuovo la sua spada, ma non ricorda di aver dichiarato a Lantis di amarlo; parallelamente, Marina si rende conto che Ascot prova qualcosa per lei, ma la ragazza è innamorata di Clef e non vuole ferire i sentimenti dell'amico. La NSX sferra il suo assalto contro Cefiro: il primo attacco è respinto da Clef, che protegge il castello con una barriera magica, rischiando la vita. Aquila lancia quindi un secondo attacco a bordo dell'FTO assieme a Geo, che pilota il robot GTO. I Cavalieri Magici affrontano gli invasori, ma Aquila, grazie ad un'abile strategia, sconfigge Marina e Anemone; ora soltanto Luce può fermare Autozam. |                   |                |
| 19 (39)                       | L'assedio / Il castello invaso 「セフィーロ城 大混戦！」 - Sefīro shiro daikonsen! – "Il grande assedio del castello di Cefiro!" | 28 agosto 1995    | 16 agosto 1997 |
| 19 (39)                       | Aquila cerca di penetrare lo scudo magico del castello mentre Geo tiene impegnata Luce; la ragazza è in difficoltà, ma l'intervento di Marina e Anemone, riuscite a riprendersi dall'attacco, ribalta la situazione. Luce cerca di fermare Aquila mentre Marina e Anemone combattono contro Geo. Il comandante di Autozam riesce infine a oltrepassare la barriera: il duello fra Luce e Aquila prosegue nel castello. Debonair riesce a manifestarsi attraverso Alcyone e ad invadere il castello con i suoi mostri: Lantis, Ferio, Rafaga, Caldina e Ascot riescono a distruggere le creature, salvando gli abitanti di Cefiro. Debonair, approfittando del caos, si introduce nella sala della corona, ma lo spirito di Emeraude riesce a fermarla; Luce e Aquila vengono investiti dal potere della principessa e perdono i sensi. |                   |                |
| 20 (40)                       | Un nuovo sentimento / Brevi istanti di pace 「魔法騎士とひとときの安らぎ」 - Majikku Naito to hitotoki no yasuragi – "I Cavalieri Magici e i momenti di tranquillità" | 4 settembre 1995  | 18 agosto 1997 |
| 20 (40)                       | Mentre è ancora incosciente, Luce ha una visione di Cefiro ai tempi di Emeraude: si tratta del momento in cui Zagato confidò a Lantis il proprio amore per la principessa e il desiderio di porre fine al sistema della Colonna Portante. Lantis, di fronte all'infelicità dei due innamorati, si rese conto che Cefiro non era così meraviglioso come sembrava e nacque in lui la volontà di creare un mondo nuovo dove nessuno avrebbe più dovuto sacrificarsi come accaduto a Zagato ed Emeraude. Aquila è prigioniero nel castello e fra Cefiro e Autozam si è stabilita una tregua; le ragazze ne approfittano per trascorrere qualche momento di pace con gli abitanti di Cefiro. La tranquillità del castello è bruscamente interrotta dall'arrivo di Nova, intenzionata ad uccidere Lantis. Nel frattempo, la corona inizia a cambiare forma: è il segnale che sta sorgendo una nuova Colonna Portante. |                   |                |
| 21 (41)                       | L'invasione di mostri / Nel cuore di Luce 「ノヴァとの戦いと魔物の正体」 - Nova to no tatakai to mamono no shōtai – "La battaglia con Nova e la vera natura malvagia" | 11 settembre 1995 | 19 agosto 1997 |
| 21 (41)                       | Nova crea un diversivo e attacca il castello con i mostri di Debonair; Marina e Anemone respingono l'assalto mentre Luce corre a salvare Lantis. Nova rivela di essere la parte oscura di Luce: essendo il suo opposto, Nova odia tutti coloro che Luce ama e Lantis è colui che detesta più di tutti perché è l'uomo di cui Luce si è innamorata. Lantis affronta Nova nella sala in cui è imprigionato Aquila con l'aiuto del comandante di Autozam; Luce interviene, ma Nova riesce a metterla in crisi. Gli abitanti di Cefiro, vedendo Marina e Anemone battersi per loro, scelgono finalmente di credere nel coraggio dei Cavalieri Magici e la loro speranza indebolisce sia Nova che Debonair; Nova si ritira dietro ordine della madre, ma promette di tornare per concludere la sua battaglia contro Luce. |                   |                |
| 22 (42)                       | La magia della principessa Aska / Il ritorno di San-Yun gigante 「巨大サンユン ＶＳ ＮＳＸ！」 - Kyodai Sanyun VS NSX! – "San-Yun gigante VS NSX!" | 18 settembre 1995 | 20 agosto 1997 |
| 22 (42)                       | Geo decide di attaccare il castello per liberare Aquila. I Cavalieri Magici si preparano alla battaglia, ma con loro enorme sorpresa è Aska di Fahren a intervenire in difesa di Cefiro: grazie alle parole di Anemone, infatti, l'imperatrice ha infine rinunciato a diventare la Colonna Portante. Aska affronta la NSX con il pupazzo a forma di Sang Yong e con grande fatica riesce ad allontanare la corazzata dal castello; l'imperatrice, soddisfatta, esprime il desiderio di rivedere Anemone, dopodiché perde i sensi per lo sforzo. |                   |                |
| 23 (43)                       | La stanza della corona / Nella sala della corona 「王冠の部屋と柱の記憶」 - Ōkan no heya to Hashira no kioku – "La stanza della corona e i ricordi della Colonna" | 16 ottobre 1995   | 21 agosto 1997 |
| 23 (43)                       | Aquila riesce a liberarsi e affronta Lantis per prendergli la spada, che il comandante di Autozam sa essere uno dei sigilli in grado di aprire la sala della corona. I due sono amici di vecchia data, ed è stato proprio Lantis a rivelare ad Aquila i segreti del castello di Cefiro; Aquila è consapevole di aver tradito l'amicizia di Lantis, ma la sua volontà di diventare la Colonna Portante è superiore a qualsiasi altra cosa. Luce interviene per fermare Aquila e la spada di Lantis reagisce all'arrivo della ragazza trasportando Luce, Lantis e Aquila davanti alla sala della corona. La porta della sala viene aperta e Aquila cerca di entrare per prendere la corona. Luce lo segue per fermarlo; la corona riconosce la forza di volontà sia di Luce che di Aquila e lo spirito di Emeraude stabilisce che la prossima Colonna Portante sarà uno di loro due. |                   |                |
| 24 (44)                       | La battaglia continua / Il duello di Marina 「真剣勝負！海ＶＳタータ・タトラ」 - Shinken shōbu! Umi VS Tāta · Tatora – "Vera battaglia! Umi VS Tarta · Tatra" | 23 ottobre 1995   | 22 agosto 1997 |
| 24 (44)                       | Tatra e Tarta sfidano Marina ad un duello in cui combatteranno senza l'aiuto di Ceres e dei geni: la ragazza dovrà sconfiggerle entrambe, una dopo l'altra, e se ci riuscirà, Chizeta rinuncerà all'invasione. Marina sconfigge per prima Tarta e salva la principessa che stava precipitando nel vuoto, guadagnandosi finalmente il suo rispetto. Ora è il turno di Tatra: a sorpresa, la maggiore delle due principesse si rivela una guerriera formidabile e ben più temibile della sorella. Marina non si arrende, e tirando fuori tutta la propria forza di volontà riesce a vincere; le principesse di Chizeta, come promesso, cessano l'attacco. Debonair, intanto, prepara un nuovo, terribile attacco contro Cefiro. |                   |                |
| 25 (45)                       | Una trappola per Lantis / Lantis in pericolo 「絶体絶命！ランティスの危機」 - Zettai zetsumei! Rantisu no kiki – "Situazione disperata! Il pericolo di Lantis" | 30 ottobre 1995   | 23 agosto 1997 |
| 25 (45)                       | Lantis rivela a Clef il proprio desiderio di porre fine al sistema della Colonna Portante per evitare il ripetersi della tragedia di Emeraude e Zagato; inaspettatamente, Clef appoggia la decisione di Lantis e stabilisce di mettere al corrente la prossima Colonna Portante di quanto accaduto ad Emeraude, anche a costo di rischiare il rifiuto e la distruzione di Cefiro. Nova attacca Luce e Lantis con due potentissimi mostri, Sybil e Alba: mentre Luce è alle prese con Sybil, Lantis affronta Alba in una dimensione parallela creata da Nova. Con l'inganno, Nova riesce ad avere la meglio e Lantis viene ferito e fatto prigioniero. |                   |                |
| 26 (46)                       | La vera identità di Nova / Luce e ombra 「光・衝撃！ノヴァの真実」 - Hikaru · shōgeki! Nova no shinjitsu – "Hikaru · shock! La verità su Nova" | 6 novembre 1995   | 25 agosto 1997 |
| 26 (46)                       | Luce sconfigge il mostro Sybil mentre Marina e Anemone abbattono il mostro Alba con l'aiuto di Aska di Fahren e delle principesse di Chizeta. Luce si rende conto che Nova è nata dal suo senso di colpa per aver ucciso Emeraude e Zagato: per sconfiggerla, quindi, Luce deve perdonare se stessa, ma non ci riesce a causa dei suoi sentimenti per Lantis, che la fanno soffrire ancora di più perché sente di non avere il diritto di amarlo. Luce si confida con Aquila: il comandante le spiega che Emeraude e Zagato non soffrirono a causa dei Cavalieri Magici, ma perché cercarono di reprimere l'amore che sentivano l'uno per l'altra, e Luce sta facendo lo stesso errore con Lantis. Le condizioni di salute di Aquila peggiorano e il comandante fa una promessa: se dovesse essere lui la nuova Colonna Portante, farà in modo di salvare sia Cefiro che Autozam. |                   |                |
| 27 (47)                       | Un'ombra nel cuore / Chi è la vera Colonna? 「真の柱は！？光か、イーグルか！？」 - Shin no Hashira wa!? Hikaru ka, Īguru ka!? – "Chi è la vera Colonna!? Hikaru, o Eagle!?" | 13 novembre 1995  | 26 agosto 1997 |
| 27 (47)                       | È il momento di scegliere la nuova Colonna Portante di Cefiro, e Aquila viene liberato affinché possa sottoporsi alla prova; Luce, da parte sua, ha superato i propri sensi di colpa ed è determinata a diventare la Colonna Portante per cambiare Cefiro e renderlo un mondo migliore. I Cavalieri Magici affrontano Nova, ma quest'ultima ha potenziato Regalia con la magia di Lantis, intrappolato al suo interno, e le ragazze si rendono conto di non poter attaccare senza correre il rischio di ucciderlo. Aquila, nonostante la sua salute continui a peggiorare, corre in aiuto dei Cavalieri Magici con l'FTO. |                   |                |
| 28 (48)                       | Un grande amico / Battaglia senza fine 「果てしない戦い！」 - Hateshinai tatakai! – "Battaglia senza fine!" | 20 novembre 1995  | 27 agosto 1997 |
| 28 (48)                       | I Cavalieri Magici e Aquila affrontano Nova, ma hanno paura di fare del male a Lantis, intrappolato dentro Regalia, e non riescono a combattere al meglio. Luce riesce a risvegliare la coscienza di Lantis e Aquila sacrifica l'FTO per liberare l'amico da Regalia; furiosa, Debonair appare e uccide Aquila, ormai indifeso. La morte di Aquila dà ai Cavalieri Magici la forza di reagire e fondono Rayearth, Ceres e Windom in un unico, potentissimo Managuerriero. Nova non riesce a contrastarle e chiede l'aiuto della madre, che però l'abbandona al suo destino e attacca i Cavalieri Magici senza curarsi di lei: Nova fugge un attimo prima che il colpo di Debonair la investa, annientando Regalia. Luce affronta per l'ultima volta, faccia a faccia, la sua malvagia controparte. |                   |                |
| 29 (49)                       | Un nuovo destino / La volontà che arriva dal cuore 「勝利への道！信じる心が開く明日！」 - Shōri he no michi! Shinjiru kokoro ga hiraku ashita! – "La strada verso la vittoria! Un cuore fiducioso apre al domani!" | 27 novembre 1995  | 28 agosto 1997 |
| 29 (49)                       | Luce e Nova comprendono di non poter esistere l'una senza l'altra perché sono due volti della stessa persona: Luce, finalmente serena, accoglie Nova nel proprio cuore e le due tornano ad essere una cosa sola. Alcyone viene uccisa da Debonair, ma grazie a lei i Cavalieri Magici riescono a trovare e affrontare la malvagia entità. La battaglia è violentissima, ma i Cavalieri Magici riescono infine a distruggere Debonair grazie al popolo di Cefiro, che infonde loro la forza della speranza. Luce diventa la nuova Colonna Portante, ma sceglie di eliminare il sistema: ora il destino di Cefiro non sarà più in mano ad una sola persona, ma a tutti i suoi abitanti, che potranno così costruire un mondo migliore. Le ragazze hanno realizzato il loro sogno di portare la felicità su Cefiro e ritornano sulla Terra: era stata infatti nient'altro che la forza del loro desiderio a permettere loro di tornare su Cefiro. |                   |                |

### OAV
| Nº | Titolo italiano (edizione Mediaset / edizione Yamato Video) Giapponese 「Kanji」 - Rōmaji - Traduzione letterale | Distribuzione     | Distribuzione |
| Nº | Titolo italiano (edizione Mediaset / edizione Yamato Video) Giapponese 「Kanji」 - Rōmaji - Traduzione letterale | Giapponese        | Italiano      |
| 1  | Magic Knight Rayearth - Una porta socchiusa ai confini del sole / Rayearth - Il sogno di Emeraude I 「レイアース １」 - Reiāsu 1 – "Rayearth 1" | 25 luglio 1997    | 1998          |
| 1  | Hikaru, Umi e Fu sono tre quindicenni di Tokyo che frequentano l'ultimo anno delle scuole medie. Le tre ragazze sono molto amiche e una volta, sotto il ciliegio del giardino della loro scuola, si sono giurate di non separarsi mai, per nessuna ragione al mondo. Adesso, però, in vista della fine dell'anno, la situazione sembra andar contro i loro desideri: dopo il diploma, infatti, prenderanno strade diverse. Un giorno Hikaru, mentre si trova sotto il ciliegio, viene sconvolta da una scossa di terremoto e in quel momento dall'albero cade un buffo folletto bianco simile ad un coniglio, Mokona, che pare visibile solo ai suoi occhi. Nello stesso tempo strani mostri cominciano ad apparire a Tokyo con lo scopo di distruggere la città. Le tre ragazze rimaste le uniche a non essere scomparse, incontrano così Clef, che le aiuta a diventare Cavalieri Magici per difendere la Terra contro gli invasori. Per sconfiggere definitivamente i nemici, venuti da un mondo chiamato Cefiro, occorre risvegliare i tre Mashin che giacciono nelle profondità della Terra: Hikaru è la prima che riesce a risvegliare il Mashin del Fuoco Lexus e distruggere quello della maga Alcyone. Intanto il castello di Cefiro fa la sua comparsa sulla Terra attraverso un varco temporale per recarvi morte e distruzione e scoprire qual è il segreto della leggenda di Rayearth, che credono sia legato al pianeta. |                   |               |
| 2  | Magic Knight Rayearth - Una porta socchiusa ai confini del sole / Rayearth - Il sogno di Emeraude II 「レイアース ２」 - Reiāsu 2 – "Rayearth 2" | 26 settembre 1997 | 1998          |
| 3  | Magic Knight Rayearth - Una porta socchiusa ai confini del sole / Rayearth - Il sogno di Emeraude III 「レイアース ３」 - Reiāsu 3 – "Rayearth 3" | 10 dicembre 1997  | 1998          |